# Hey Champ
Hey Champ es un grupo estadounidense de Electropop, procedentes de Rockford, Illinois.

## Historia
Su creación fue a partir de dos niños, Saam de 16 años y Jonathan de 13, influenciados en gran medida por Cheap Trick y Blossom.
Ocho años después de sus comienzos, Saam y Jonathan reformaron el nombre de su banda a Hey Champ en Chicago. 
Mucho menos desarrollado su estilo musical comienzan un viaje que terminó en la intersección de la Gainsbourg Av. y Lane Jarre, como estaban necesitando una ayuda adicional para los teclados, es ahí donde Jonathan llama a su viejo amigo Pete Princeton a quien conoció en una fiesta de extraños donde todo el mundo viste chaquetones y se ríe con los dientes apretados. Pete, con su coche lleno de sintetizadores y un único deseo en su mente, dejó las comodidades del nordeste del país y se dirigió hacia el desierto musical de la región central.
El trío se convirtió muy rápido en una banda muy reconocida en todo Chicago, por su comprensión entre el Pop y su experiencia en la producción musical electrónica. 
Durante el verano del 2008, reciben la llamada telefónica del artista Lupe Fiasco, que había visto un video de su canción "Cold dust girl" en Internet. Al mes de la llamada telefónica, la banda ya estaba comenzando una gira nacional para la apertura del show de Lupe, luego comenzaron con la grabación de su primer disco bajo su sello FNF. A principios del 2009, "Cold dust girl" había sido un hit en los clubes en todos los continentes (concediendo a la Antártida) y la banda obtuvo un gran prestigio en las comunidades del rock. Compartieron escenario con sensaciones internacionales como Justice, Sebastian Tellier, The Bloody Beetroots son solo algunos de esos nombres. Con una agenda que incluía entre ellos algunos de los mayores festivales y giras del año. 
Por su reconocimiento internacional y un gran álbum debut, Hey Champ se ha convertido en el tercer artista más grande salido de Rockford (Illinois).

## Miembros
- Saam Hagshenas, (voz, guitarra y teclado).
- Jonathan Marks, (voz, ritmo y teclado).
- Pete Dougherty, (sintetizadores y teclado).

## Discografía

### Álbumes & EP
- 2006: Hey Champ - Hey Champ EP.
- 2010: Hey Champ - Star.